# كأس إنترتوتو 1979
كأس إنترتوتو 1979 هو الموسم 19 من كأس إنترتوتو. فاز فيه فيردر بريمن.